# Anolis properus
Anolis properus (еспаньйольський стрункий аноліс) — вид ігуаноподібних ящірок родини анолісових (Dactyloidae). Ендемік Домініканської Республіки.

## Поширення і екологія
Еспаньйольські стрункі аноліси мешкають на сході острові Гаїті.